# 中國資源交通
中國資源交通集團有限公司（英語：China Resources and Transportation Group Limited，港交所：0269），前身為中國木業資源集團有限公司 ，是從海暉國際換取上市。
現時主要業務為經營和開發林業產品，其中南美洲業務比重最多。除此之外，在發行新股集資情況下，集團已開拓物業和房地產，以及高速公路。
母公司北京首鋼集團和香港商人李嘉誠入股本公司，而在2011年8月30日更名。
2019年12月16日，姜濤辭任公司行政總裁，並由高志平接任。

## 外部連結
- CTRG.com.hk（页面存档备份，存于）